# Kościół św. Marii Magdaleny w Skałce
Kościół św. Marii Magdaleny w Skałce – rzymskokatolicki kościół filialny w Skałce, w gminie Kąty Wrocławskie. 

## Historia
Kościół zbudowany w 1488 roku, a na początku 1696 rozbudowany o przęsło i nawę. W 1746 roku przebudowany w stylu barokowym oraz dobudowano barokową wieżę. W 1872 zbudowano z cegły plebanię. W 1904 odrestaurowany.

## Architektura
Kościół późnogotycki, orientowany, murowany, jednonawowy. Prezbiterium i nawa ze sklepieniem krzyżowym, ze zwornikami z rzeźbionymi gotyckimi główkami. Barokowy portal z 1746 roku.

## Wyposażenie
Chór muzyczny z barokowym kartuszem zawierającym herby rodów von Sternberg i Pfeifer von Palmkron. Ławy 
kolatorskie z dwoma kartuszami herbowymi von: Sternberg i Glaubnitz.
Wystrój kościoła w przeważającej części barokowy.
- gotycka chrzcielnica z piaskowca (1500) z drewnianą pokrywą (XIX w.)
- ołtarz główny, polichromowany (1746)
- kopia figury Matki Boskiej Bardzkiej (1746)
- drewniane rzeźby dwóch aniołów (1746)
- drewniane rzeźby świętych Piotra i Pawła (1746)
- ambona z płaskorzeźbami Chrystus w Świątyni oraz Chrystus i Maria Magdalena i rzeźbą Archanioła Michała na zwieńczeniu baldachimu
- prospekt organowy (1746)
- stalle (1746)
- konfesjonał (1746)
- wolnostojąca barokowa rzeźba Madonna z Dzieciątkiem
- gloria św. Jana Nepomucena bez postaci świętego
- obraz olejny na płótnie Męczeństwo św. Bartłomieja (1731–1732) przez Petra Brandla[7]
- obraz olejny na płótnie Święta Tekla
- stacje Męki Pańskiej
- barokowe drzwi do kruchty z kutym rokokowym zamkiem
- barokowe drzwi do zakrystii z kutym rokokowym zamkiem
- renesansowa płyta nagrobna z piaskowca Kaspra von Jeresleben (1589)
- renesansowa płyta nagrobna z piaskowca Katarzyny von Jeresleben (1589)
- renesansowa płyta nagrobna z piaskowca Hansa Krzysztofa von Jeresleben (1605)
- klasycystyczny obraz Pietà (1800)
- barokowe świeczniki przyścienne
- barokowe lichtarze drewniane i cynowe
- barokowy zestaw Zmartwychwstanie z rzeźbą św. Marka
- barokowy zestaw Chrystus w drodze do Emmaus z rzeźbą św. Jana
- barokowy zestaw Zmartwychwstanie z rzeźbą św. Mateusza
- barokowy zestaw Pokłon Pasterzy z rzeźbą św. Łukasza [5][8]